# Kanton Clermont-Ferrand-Centre
Der Kanton Clermont-Ferrand-Centre war von 1982 bis 2015 ein französischer Wahlkreis im Arrondissement Clermont-Ferrand, im Département Puy-de-Dôme und in der Region Auvergne-Rhône-Alpes. Er umfasste Teile des Stadtgebietes von Clermont-Ferrand. 